# カロリック説

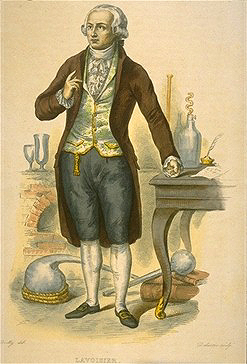
カロリック説を唱えたラヴォアジエ

カロリック説（カロリックせつ、英: caloric theory [kəˈlɔ(ː)rɪk -]、仏: théorie du calorique）とは、物体の温度変化をカロリック（熱素、ねつそ）という物質の移動により説明する学説。日本では熱素説とも呼ばれる。
物体の温度が変わるのは熱の出入りによるのであろうとする考えは古くからあったが、熱の正体はわからなかった。18世紀初頭になって、カロリック（熱素）という目に見えず重さのない熱の流体があり、これが流れ込んだ物体は温度が上がり、流れ出して減れば冷える、とするカロリック説が唱えられた。カロリックはあらゆる物質の隙間にしみわたり、温度の高い方から低い方に流れ、摩擦や打撃などの力が加わることによって押し出されるものとされた。この考えは多くの科学者によって支持され、19世紀半ば過ぎまで信じられていた。

## 歴史

### 前史
古代において、熱は光や火と同一視されていた。そして、その火の正体については、その当時から科学者や哲学者によって言及されてきた。エンペドクレスやアリストテレスは「火」「空気」「水」「土」を四大元素とし、デモクリトスは火の原子を考えた。このように、古代では火は物質であるとする捉え方が多かった。
17世紀に入ると、熱の本質についての議論が盛んになっていった。当時の熱理論は、大きく分けて、熱は何らかの物質であるという熱物質説と、現代と同じように、熱の原因を運動によるものと捉える熱の運動説に分けられる。フランシス・ベーコンは1620年の著書で熱の運動説を唱えたため、この説の先駆け的な人物とされる。科学者としては、ロバート・ボイルとその弟子ロバート・フックが熱の運動説を唱えた。また、ガリレオ・ガリレイは「火の粒子」を仮定し、この粒子が運動することによって熱が発生すると考えた。ピエール・ガッサンディやクリスティアーン・ホイヘンスも、熱は「熱の粒子」がはげしく運動することによって発生すると考えた。
熱の運動説は、後にアイザック・ニュートンの万有引力、およびそれとは逆のはたらきをもつ「斥力」の考えを取り込みながら進展してゆくのだが、やがて徐々に下火になっていった。熱に関する現象のすべてを運動として扱うと、関数があまりに複雑になってしまい、その式を実際に検証する方法は当時では存在しなかったのである。
これに対して、熱物質説は有力な説になっていった。ゲオルク・エルンスト・シュタールは1697年、燃焼をフロギストン（燃素）という物質で説明するフロギストン説をとなえた。この説はシュタールの死後、支持者を増やしていった。燃焼の結果として、熱も生じる。そのため、フロギストン説が広がることは、熱物質説を後押しする結果となった。
そのため、18世紀には熱物質説が主流になってきた。ヘルマン・ブールハーフェも著書で"火の物質"を論じた。そして、熱は「火の物質」が通常の物質にぶつかり、その結果通常の物質が動くことによって起きると考えた。ブールハーフェの理論は、当時の彼の名声もあいまって、科学者に強い影響を与えた。さらにジョセフ・ブラックは熱物質説をもとに実験を行い、熱容量や潜熱の概念を生み出すことで、それまであいまいだった「熱」と「温度」を区別した。

### 説の登場

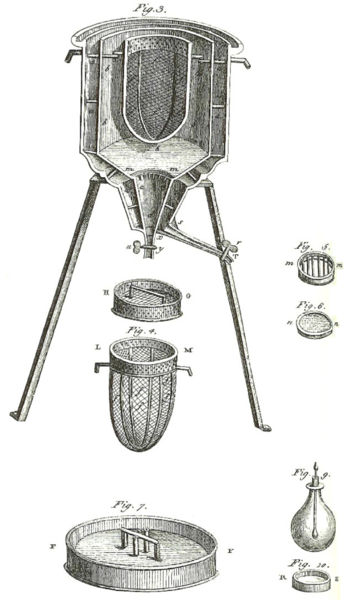
ラヴォアジエとラプラスによる熱量測定のための装置。3重構造の容器になっており、一番内側の容器に熱量を測定したい物質（0 以上）を入れる。その外側には氷を入れる。そのまま放置すると氷がとけ、容器の下から水が出てくる。その水の量を測定することで熱量が分かる。なお、外気の温度の影響を受けないように、一番外側の容器にも氷を入れておく。

アントワーヌ・ラヴォアジエもまた、熱物質説をとった科学者であったが、フロギストン説には疑問を感じていた。彼は、金属を燃焼すると質量が増すという実験結果などを元に、当時まで信じられてきたフロギストン説を否定した。そして、物質の燃焼において中心的な役割をするのは、物質に含まれるとされていたフロギストンではなく、空気中に含まれる酸素であると提唱した。その一方でラヴォアジエは、酸素は、現在考えられているような酸素分子ではなく、「酸素の基」と「火の物質」から成るものであると考えていた。そしてこの「火の物質」は、後にカロリックと呼ばれた。
ラヴォアジエの熱理論は1777年に発表され、カロリック（フランス語:calorique）という語は1787年にギトン・ドゥ・モルヴォとの共著『化学命名法』においてはじめて登場した。この理論は1789年の著書『化学原論』によって完成され、同書に掲載されている元素一覧でも酸素や水素などと並んで、光素と熱素が記されている。ラヴォアジエは、それまで同一視されてきた光、火、熱を分離し、光は光素、火は酸素、そして熱は熱素によるものだと捉えたのである。このカロリック説は、ラヴォアジエがその後功績を積み重ねてゆくにつれて、多くの科学者に認められるようになった。

### 説の発展
ラヴォアジエは『化学原論』に先立つ1783年にラプラスとの共同研究で、化学変化の前後で熱量（カロリック説の言葉でいう、カロリックの量）は保存するという法則を提唱した。これは熱量保存則と呼ばれる。この法則自体はカロリック説を前提とした理論ではなく、実際ラプラスは当時熱運動説の支持者であった（後に熱物質説へと転向）。しかし、結果的に熱量保存則は、熱力学第一法則が確立されるまで、カロリック説に立脚する熱学の基本法則とされるようになった。
こうして基礎が形作られたカロリック説はその後、ゲイ=リュサックやジョン・ドルトンによる気体の熱的研究によって進められてゆくのだが、はじめは熱容量などの扱いをめぐって2派に分かれていた。
1つは、物質に含まれるカロリックの量は、その物質の熱容量に比例するという考えである。例えば、物体が固体から液体になる時には、熱容量（比熱）が大きくなるため、物質が含むことの出来るカロリックの量が多くなり、物体は周囲からカロリックを吸収する。こうした熱容量の変化は、気体の膨張や圧縮の際にも起こり、気体が圧縮された時は熱容量が減少するため、物質が含むことの出来るカロリックの量も少なくなり、余ったカロリックが熱として周囲に放出される。この現象は、水を含んだスポンジを圧縮すると、スポンジから水が溢れ出す現象に例えられる。この説は元々ブラックの弟子のウィリアム・アーヴィンによって生み出されたもので、後にアデア・クロフォード(en)が発展させた。カロリック説登場後は、ドルトン、クレマン、デゾルムなどがこの説を支持した（以下、杉山に倣って、この説を「アーヴィン流」と呼ぶ）。
もう1つの考えは、カロリックには、温度の変化を引き起こすものと、引き起こさないものの2種類あるというものである。温度の変化を引き起こさないカロリックは、物体に束縛されている。これを潜熱と呼ぶ。物体が固体から液体に変わる時は、物体が受け取った熱の一部が潜熱となったと解釈できる。この説ははじめブラックによって考えられ、後にラヴォアジエ、ゲイ=リュサック、ラプラスによって進展した（同様に、これを「ラプラス流」と呼ぶ）。

### ゲイ=リュサックの実験

1806年、ゲイ=リュサックは、気体の比熱を求めるための実験を行った。2つの容器をつなぎ、真ん中に弁をつけ、片方の容器に気体を入れる。もう片方の容器は真空にする。そして弁を開けると、気体が真空の容器に流れ込む。この時の両方の容器の温度変化を求める。
結果、弁を開けた直後、気体の入っていた容器の温度は若干下がり、真空だった容器の温度はそれと同じだけ上がり、その後はやがてどちらの容器も実験前の温度に戻った。また、容器の初めの温度変化は、気体が入っていた容器の実験前の圧力が高いほど大きかった。
ゲイ=リュサックはこの結果から、アーヴィン流の熱理論の欠陥を指摘した。アーヴィン流では、気体が膨張する時は比熱が増加し、周囲からカロリックを取り込む。つまり気体の密度が下がると比熱は増加することになるので、真空だと比熱は最大になる。しかし実験では、初めの圧力が小さい、つまり容器内の密度が小さい場合は、温度変化は小さくなる。温度の変化が比熱に比例するならば、真空での比熱は最小、つまりゼロにならなければならない。
よってゲイ=リュサックは、「空気で満たされた空間よりも真空の空間のほうが多くの熱素を含むと信じる人の見解は、まるで根拠がない」と述べたが、一方で、「この結果の解釈がいかに誤りやすいものであるかを自覚しているので、これらの結論をごく控え目に提示しているにすぎない」とも記し、積極的な批判は控えた。
なお、現在の観点から考えれば、この結果はアーヴィン流のみならず、ゲイ=リュサックの支持していたラプラス流のカロリック説をも否定するものであった。というのも、ラプラス流によれば、気体は膨張するとき、カロリックの一部が「潜熱」となり、温度としては現れなくなるのだから、実験の前後で全体の温度は下がらなければならないからである。しかしこの点は当時見過ごされ、そしてこの実験自体も、後にマイヤーが取り上げるまで忘れ去られていった。

### ランフォードの実験

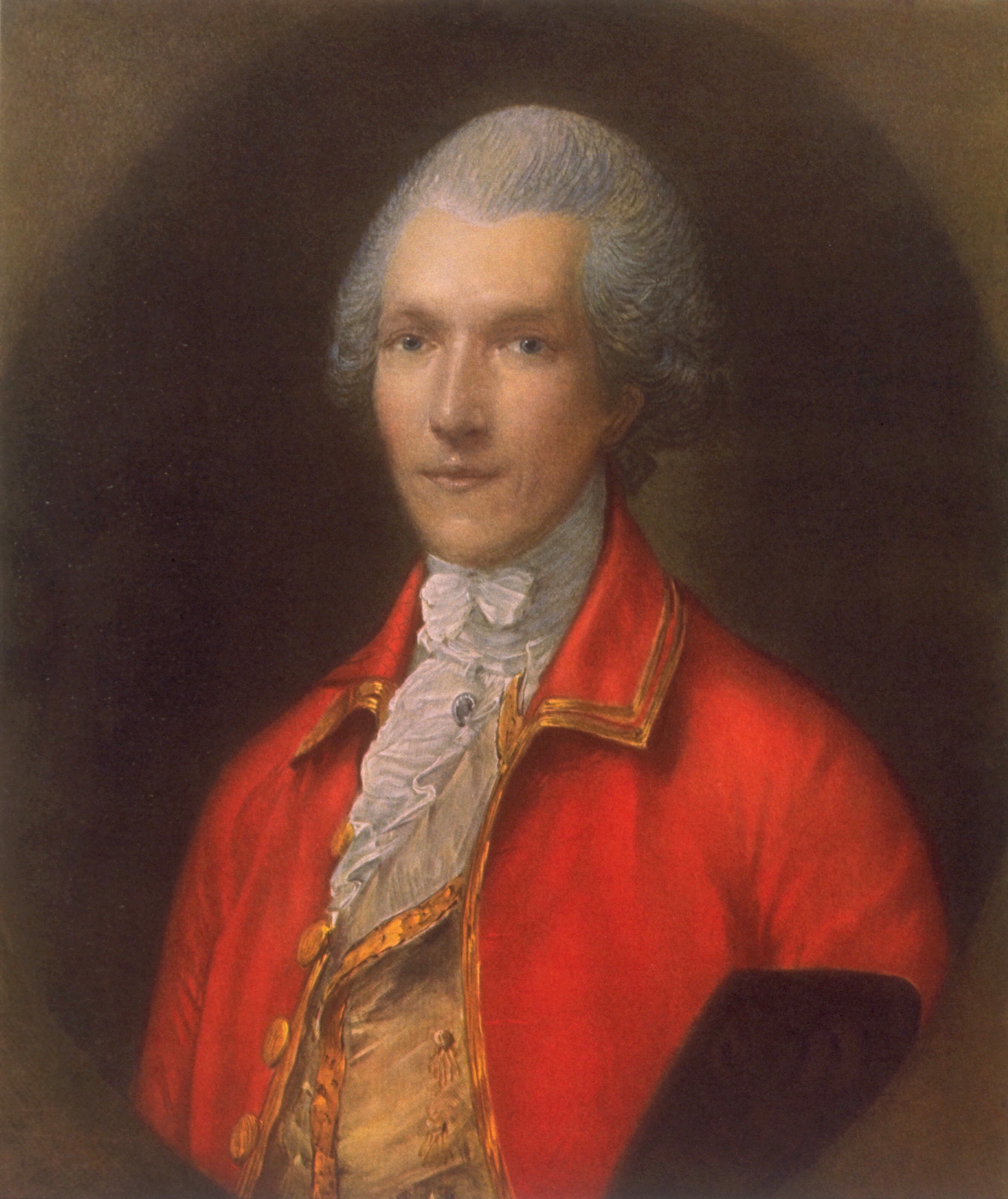
ベンジャミン・トンプソン

ベンジャミン・トンプソン（ランフォード）は、1778年から始めていた火薬の研究中に、大砲の中に弾丸を入れずに火薬を発射させると、弾丸を入れた時よりも砲身が熱くなることに気付いた。ランフォードはここから、弾丸を入れないときには、本来弾丸を発射させるのに使われる火薬の作用が、砲身の金属粒子を動かすのに使われたため、その結果余分に熱が発生していると推測し、熱の運動説へと傾いていった。
ランフォードが本格的にカロリック説を否定するようになったのは、大砲の砲身を削る工程で大量の熱が発生しているのを見たことがきっかけだった。1796年および1797年、同じ工程を水中で行ったところ、水が沸騰するほどの熱が発生した。また、この工程で生じた金属の削りかすの比熱を測定したところ、それは実験前の値と変わりなかった。この結果からランフォードは、熱の本質がカロリックならば、熱が生み出された分だけ削られた金属のカロリックが少なくなっているはずなので、比熱は変化していなければならないはずだと論じた。さらに、この実験で生み出される熱は無尽蔵といえるほどの量なので、これが熱的に外部と遮断された実験装置の中から現れ出たとは考えられないと結論づけ、熱の物質説に疑問を呈し、熱が運動以外のものとすると、そのものに明確な観念をもつことは著しく困難であるとした。
ハンフリー・デービーはこのランフォードの意見に賛同し、自らも1799年、2個の氷を摩擦すると熱が発生して溶解するという実験を行った。
ランフォードは1804年に書かれた手紙で、「私はカロリック説とフロギストン説とが同じ墓場に埋葬されるのを見る満足をえるまで生きられると信ずる」と記した。しかし実際にはランフォードの支持者はデービーの他にはトマス・ヤングら少数にとどまり、カロリック説はランフォードの死（1814年）以後も生き延びた。この当時、断熱圧縮の際に熱が発生することはすでに知られていて、研究も進められていたため、カロリック説の支持者はランフォードの実験についても、この研究を当てはめる形で説明しようとした。例えばドルトンは、熱が発生したのは砲身を削り取る作業で金属が圧縮され熱容量が下がったためだと反論した。ラプラス流の論者も、金属内に潜熱として隠れていたカロリックが現れたために熱が発生したと主張した。

### 新しい温度目盛の考案
熱の本質がカロリックであるならば、温度は「カロリックの量」を基準とした温度目盛で表すことができるという考えが、ドリュクやクロフォードによって生まれた。この理論によれば、温度はカロリックの量に比例し、比熱は温度によらず一定の値で表すことができる。
1801年、ドルトンは、気体の膨張率は、同じ温度であれば気体の種類によらず一定の値をとることを実験により明らかにした。また、ラプラスとゲイ=リュサックも共同で、ドルトンとは独立に同じことを見出した。一方で、液体や固体の場合は、膨張率は物体によって異なる。気体と液体・固体のふるまいが異なる理由について、ドルトンとゲイ=リュサックはどちらも、気体の場合は分子の形や分子間の引力などの影響を受けにくく、その分熱の力が際立って見えるからだろうと推定した。
このことからドルトンは、本来のカロリックの量を測るためには、従来の水銀温度計とは異なる指標が必要だと考えた。ドルトンが支持していたアーヴィン流のカロリック説によれば、温度が上昇し物体が膨張すると、熱容量が大きくなる。すなわち、低温の時に比べて、温度を1度挙げるのに必要な熱の量は多くなる。ドルトンは1827年に出された著書『化学哲学の新体系』において、この点を考慮に入れた新しい温度目盛りを発表した。
ピエール・ルイ・デュロンとアレクシ・テレーズ・プティも、カロリックの量を基準とした温度目盛を作ることができるという立場に立ち、水銀、銅、白金、ガラスといった物質で、0℃から100℃までの比熱と、0℃から300℃までの比熱を測定した。その結果、比熱は温度をあげると増加し、そしてその増加の割合は物質によってまちまちであることが確かめられた。カロリックの量を基準とした温度目盛を作るには比熱が一定になるように目盛をつければよいが、その比熱の上がり方が物質によって異なるため、このような温度目盛を作ることはできないことが明らかになった。

### 説の統一と完成

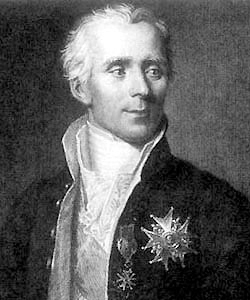
ラプラス

フランス学士院は1812年、カロリック説の中のアーヴィン流とラプラス流の対立を解決すべく、気体の比熱に関しての懸賞論文を募集した。そしてそれに採用されたドラローシュとベラールの共同論文によって決着した。アーヴィン流では、発熱反応では反応前の熱容量よりも反応後の熱容量の方が小さくならなければならないが、ドラローシュとベラールの実験では、それとは逆の結果が得られたのである。よって、以降はラプラス流のカロリック説が主流となった。
ラプラスは、1823年の著書『天体力学』において、
と記し、この前提のもとに、実際の測定結果に合うよう、カロリック説の理論を作り上げていった。また同じ時期にポアソンも、断熱変化の研究からポアソンの法則を導き出すなど、ラプラスと同様に解析的熱量学を発展させた。
1824年、ニコラ・レオナール・サディ・カルノーは『火の動力』を著し、カロリック説を元にカルノーサイクルを提示した。そして、『熱の動力は、それをとりだすために使われる作業物質にはよらない。その量は、熱素が最終的に移行しあう二つの物体の温度だけで決まる。』という、カルノーの定理を発見した。これらの理論の多くは、カロリック説が否定された現在でも有効である。
ラプラス、ポアソン、カルノーの研究が、カロリック説における熱学の到達点であった。

### 熱の波動説の登場

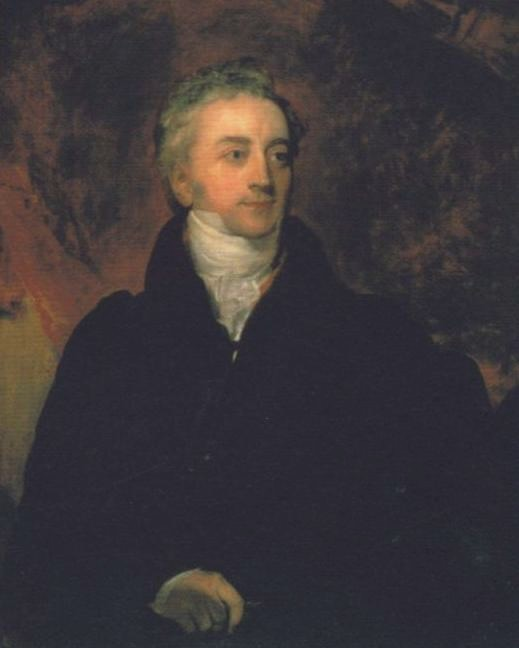
トマス・ヤング

カロリック説を前提とした熱現象の理論構築が進められていく一方で、18世紀の終わりごろから、熱放射に関する研究が盛んになっていた。熱の伝わり方としては伝導、対流、放射の3つがあるが、熱放射は熱伝導や対流とは異なり、離れた2点間に直接熱が伝わる。この現象に関しては、カロリックが物体から直接放射されることによって熱が伝わっているとする説と、物体の間にあるカロリックが振動することで伝わっているという2つの考え方があり、その中でも前者が多くの支持を得ていた。
一方でこの熱放射に関しては、古くから光との類似性が指摘されていた。そして1800年、ウィリアム・ハーシェルは太陽光をプリズムで分け、波長ごとの熱作用の力を調べる実験を行った。その結果、青色の波長から赤色の波長へと近づくごとに熱は強くなり、さらに赤色の波長を越えたあたりに熱は最大になること（赤外線）が確かめられた。この実験により、放射熱と光の類似性は確かなものとなった。
ハーシェルの実験に着目したのがトマス・ヤングだった。ヤングはハーシェルの実験と同じ年に、光の波動説を唱えた。さらにヤングは熱に関するランフォードの研究に賛同し、熱は摩擦によって無から生み出されるのだから物質ではないとした。そして熱は光や音と同じように、粒子の振動によって伝わってゆくものだと論じた。
当時、光については、この波動説と、ニュートン、ラヴォアジエからの流れをくみ、ラプラスらによっても支持された粒子説が対立していたが、1820年代には波動説が優勢となり、1830年ごろにはその優位は決定的なものになっていた。そしてそれに伴って、熱波動説も支持されるようになってきた。ゲイ=リュサックも1820年の講義で、熱の原因はカロリック説と波動説があることに触れたが、波動説はまだすべての熱的現象を説明できていないため、自身としては旧来のカロリック説を維持すると述べた。一方でカルノーは、『火の動力』執筆後まもなくに書かれたノートでカロリック説を否定し、熱の運動説へと傾いていた。またジョゼフ・フーリエは、1822年に著書『熱の解析的理論』にて熱伝導の方程式などを導いたが、そこでは熱の本質を断定せず、どちらの説でも成り立つように理論を構成した。

### 説の否定

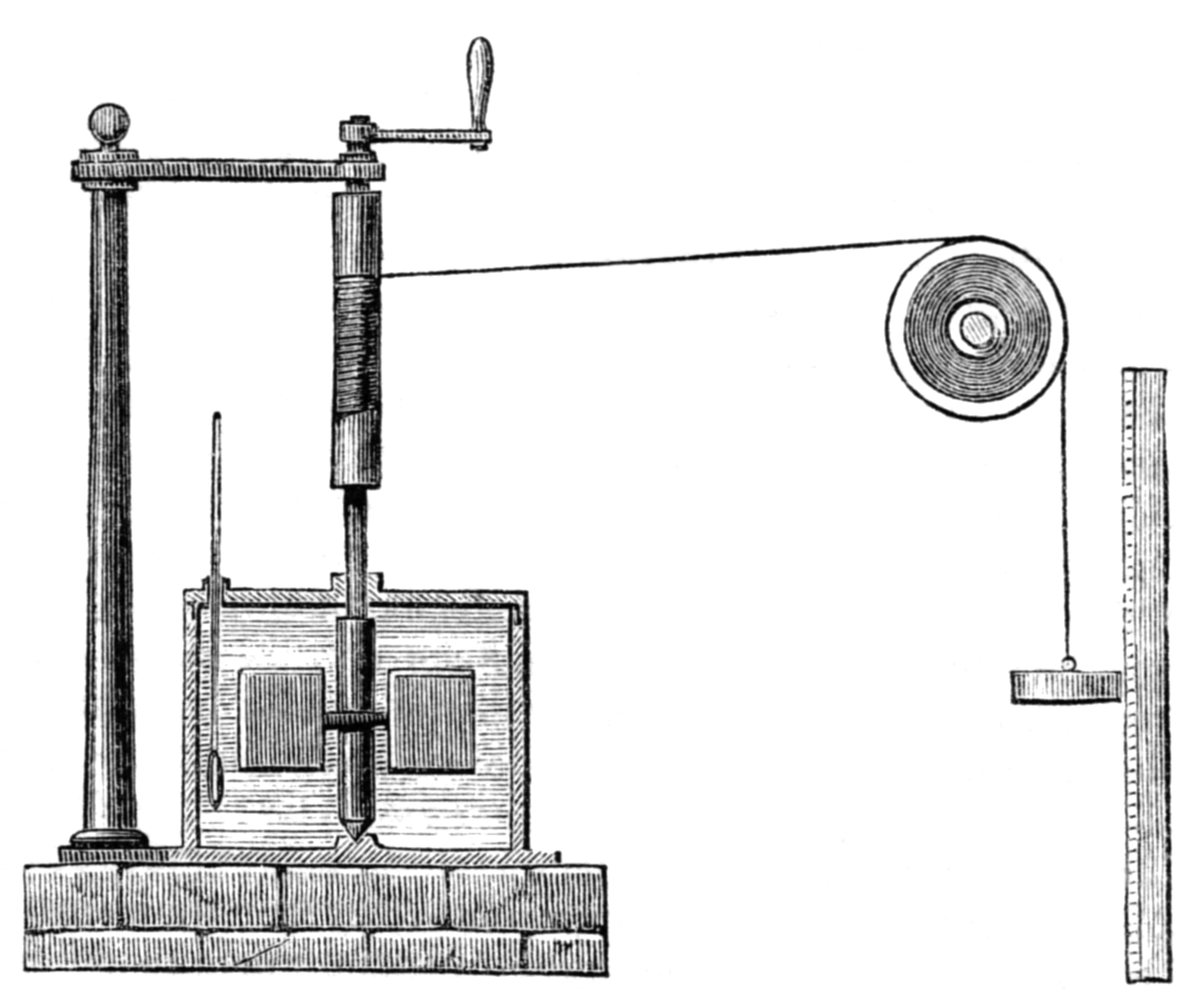
ジュールによる実験装置

熱とは物質が振動することによって波動として伝わってゆくものだとする熱の波動説の支持者に対して説明が求められたのは、熱を伝える物質のない真空中でも熱が伝わるという事実だった。この事実は、熱は通常の物質とは異なるものだとするカロリック説に有利なものだとされていた。熱波動説の支持者は真空中にはエーテルが存在していて、それが振動によって伝わると説明した。
やがて熱波動説が受け入れられていくと、カロリック説の支持者のなかには、このエーテルの概念をカロリックにあてはめることもあった。すなわち、熱はカロリックが振動することで伝わるとする考えである。このように、カロリック説の支持者のなかでも、カロリックの定義は大きく分かれるようになっていった。そのような中でも、説の支持者の間で見解が統一されていたのが、カロリックの存在、及びその量が保存するという熱量保存則であった。したがって、熱量保存則が成立しない事象(熱による仕事の創出、仕事による熱の創出)についての定量的な論展開が必要であった。
このような中で、1843年、ユリウス・ロベルト・フォン・マイヤーは、運動のエネルギーが熱に、あるいは逆に熱が運動のエネルギーに変わり得ることを明らかにした。1845年ジェームズ・プレスコット・ジュールは、実験を元に熱の仕事当量を算出した。また1847年ヘルマン・フォン・ヘルムホルツも、熱と仕事の等価性について論じた。このような一連の研究により熱力学第一法則（エネルギー保存の法則）が確立されると、この法則が熱量保存則では説明できない事象も含む広い範囲で成立することが明らかになり、熱量保存則に立脚していたカロリック説はその意義を失った。その後、熱が分子の運動であるとする熱の分子運動論が建設されるとともに、また熱力学の成立とともに熱素説は消滅した。

## カロリックの性質
カロリックの性質は、時代や当時の科学者によって見解が異なる。ラヴォアジエらによれば、基本的には以下の性質を持つ。
- カロリックは互いに反発する
- カロリックは他の粒子に引き付けられる。カロリックを引き付ける力の大きさは、その物質によって異なる
- カロリックは質量を持たない
- カロリックは、物質粒子と化学的に結びつくと、知覚されなくなる
- カロリックは壊されることも、新たに作られることもない

## 熱現象の解釈
カロリック説が信じられていた当時は、様々な熱的現象がこの説を元に説明されていた。

### 熱膨張
物体に熱を加えると膨張する。これは、物体内のカロリックの量が増え、その斥力により物体を押し広げたからだと説明できる。

### 三態
固体に熱を加えると、やがて液体、気体になる。これも熱膨張と同様に、カロリックの増加で説明できる。
ラヴォアジエによると、物体の状態は、粒子同士をつなぎとめる力（引力）と、引き離す力（斥力）の力の関係性で決まる。そして、斥力に当たるものが熱（すなわちカロリック）である。固体は引力の方が勝っているのでその形状を保っている。熱が加わる（すなわちカロリックが増える）と、カロリックの性質である反発力により物体の斥力が増し、物体は液体となる。さらにカロリックが増えると斥力は完全に引力を上回り、物体は気体となって拡散する。

### 比熱・熱容量
同体積の水と水銀を、共通の熱源から等しい距離に置き、同時に温めると、水銀の方が温度が早く上昇した。これはジョージ・マーチンが1739年に行った実験である。また、ファーレンハイトは、温度の異なる水と水銀を混合させると、混合したときの温度は両者の中間ではなく、それよりも水に近い温度になるという結果を出している。すなわち、水銀は水よりも温まりやすいことになる。
この事実は、当時の熱の運動説では説明できないものであった。何故なら、熱が粒子の運動であるならば、密度の高い水銀の方が動かさなければならない粒子の数は多く、それだけ温まりにくくなるはずだからである。
カロリック説ではこの問題は、水と水銀ではカロリックをひきつける力の大きさが異なるためだと説明できる。ブラックは、ファーレンハイトの実験からさらに研究を進め、比熱や熱容量の概念を作り上げた。

### 断熱変化
気体の入った容器の体積を、外から熱が加わらないように急激に増加させると、容器内の気体の温度が下がる。これは現在では、容器内の気体分子の運動エネルギーが、容器を押し広げるための仕事に費やされ、その分、容器内の気体分子の運動エネルギーが減少し温度が下ったと定量的な説明でき、熱の運動説の根拠の1つと考えることも出来る。しかし、この現象はカロリック説でも説明が可能( 定量的ではないが)である。
ドルトンは、温度が下がったのは、気体の熱容量が大きくなり周囲の熱を奪ったためだと説明した（この時点ではドルトンはアーヴィン流の熱理論論者だった）。ただし、この理論では、体積が増す、すなわち容器の密度が下がるにつれて熱容量は大きくなり、真空が最大の熱を持つということになる。このことは一見理解しがたいが、気体に熱を加えると膨張して密度が下がるという事実を踏まえれば、当時は納得できるものでもあった。
ラプラス流でもこの現象は潜熱の概念で説明できる。膨張すると、容器内の熱（カロリック）は潜熱となり、知覚されなくなるのである。
断熱変化の現象自体はボイルによって1662年に発見されたが、その後の研究はクレグホン（ブラックの教え子）、ドルトン、ラプラスなど、カロリック説の支持者によって行われた。そして1820年代までは、現在とは逆に、断熱変化はカロリック説の強力な証拠だと考えられていた。しかし、当時の説明は定量的ではなかった。

## 盛衰
カロリック説はそれ以前からの熱物質説の流れをくむものであり、それに対する説としては熱の運動説があった。そして現在では熱は運動であるとされており、カロリック説は否定されている。にもかかわらずカロリック説が18世紀に広く受け入れられた理由には、それが実験的なデータをもとに理論的に構築されていたことにある。また、カロリック説は当時さまざまな熱現象を説明できていた。そのため、ランフォードらの実験でカロリック説に不利な結論が出ても、今までの説を即座に捨て去ることは出来なかった。
一方その当時の熱の運動説は、定量的な理論を作り上げることが出来ていなかった。また熱の運動説は、摩擦による発熱は良く説明できたが、それ以外の熱現象については、カロリック説と比べると説明に難があった。現在のように熱の運動説が広まるためには、熱の運動説による定量的な理論、すなわちエネルギー保存則の誕生を待たなければならなかったのである。